# Коншины

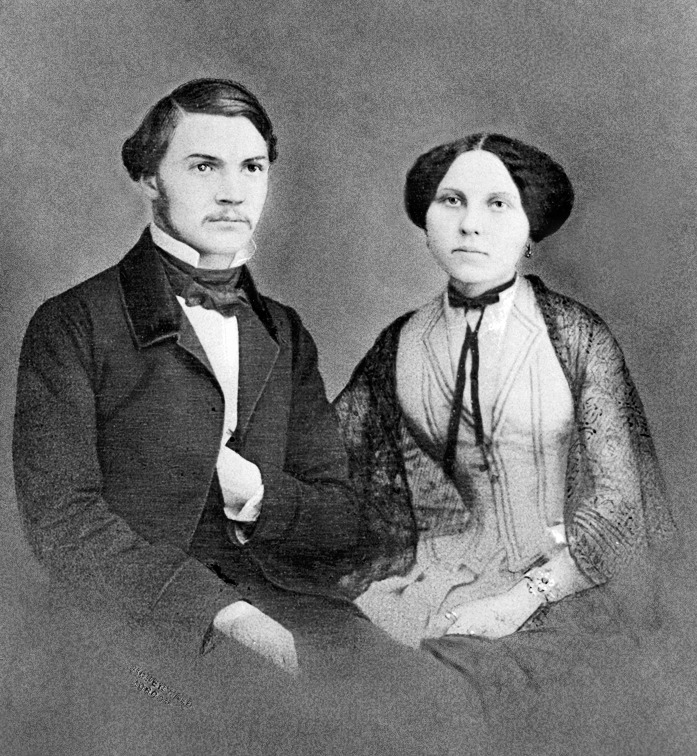
Н. Н. Коншин с женой Ольгой Николаевной (урождённая Добрынина)

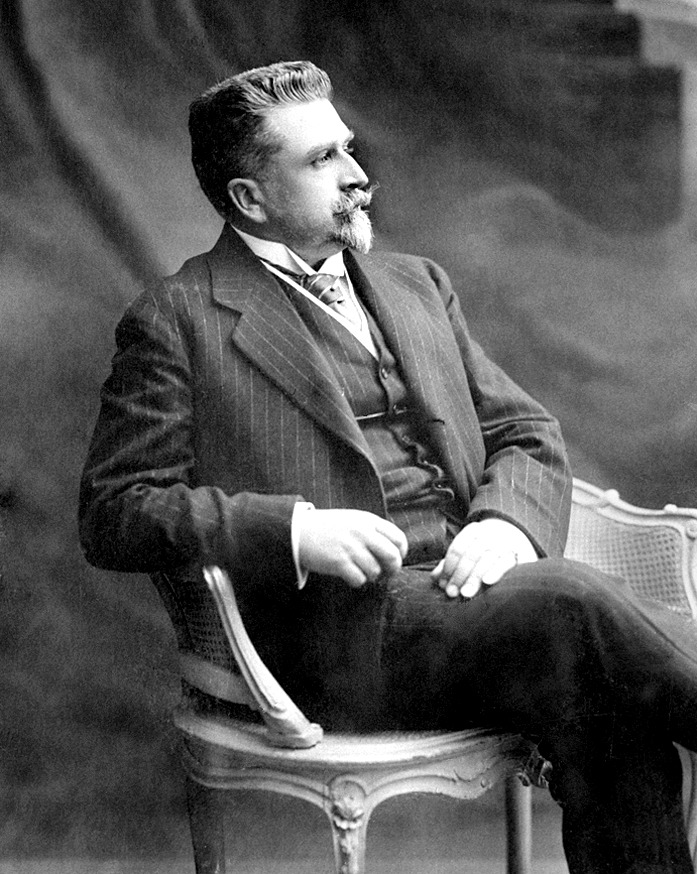
С. Н. Коншин. Фото. 1890-е гг.

Коншины — старинная династия в Российской империи, занимавшаяся промышленной и предпринимательской деятельностью.
В Боярской книге (1692) записаны: стряпчие   Игнатий, Исай и Сергей Михайловичи.

## Предпринимательство

### Фабрика в Серпухове

#### Исторические предпосылки
Для того чтобы поднять производственные силы страны, Пётр Великий принял меры, которые должны были увеличить фабричное производство. Строительство фабрик и заводов обеспечивала казна, которая снабжала также инструментами и рабочими, вызволяла из заграницы профессиональных работников и мастеров. Фабриканты получали целый ряд привилегий, например, они освобождались от выплаты податей.
Из-за подобных мер в России появились казённые предприятия: оружейные, горные и частные фабрики (суконные, парусинные, полотняные). Подавляющее большинство производственных предприятий работали в местности под названием Центральный промышленный район. В этой местности находилась нетронутая человеком природа, обилие лесов, водные пути (неподалёку была Волга с притоками), всё это благоприпятствовало к созданию на этой местности промышленных предприятий.

#### Создание мануфактуры
Приблизительно к периоду XVIII века возникли первые фабрики Коншиных в Серпухове, которые занимались производством полотна и парусины. Сами Коншины принадлежали к знатному и старинному роду посадских людей (не крепостные), которые были свободны, но обязаны были выплачивать подати государству. Этот род впервые обретает известность в XVI столетии: фамилия упоминается в книге 1552 года «Серпуховская сотня».
В XIX веке хлопчатобумажная промышленность набирает обороты и становится ведущим положением в России. Таким производством занимались многие крупные мануфактуры с большим капиталом. Развитие хлопководства в США и ввоз новых технологий в Россию дал знать о себе. Льняные и пеньковые ткани уже не могли конкурировать с бумажной ни по раскраске, ни по цене.
Где-то в половине XIX века вся хлопчтабумажная промышленность в России велась на западной основе и привозной пряже, так как в России не имелось своих прядильных машин, а вывоз их в Россию из Англии был запрещён вплоть до 1842 года. Устройство фабрик требовало огромных вложений, а ручная пряжа была ненадёжной по сравнению с машинной. Фабрика Коншиных перешла к ручной набивке тканей в начале XIX века (1804—1805 годах).
Фабрикант М. А. Коншин со своим сыном принял участие в московской выставке и за свои старания получил первую награду.
Сама фабрика умещалась в 7 каменных и 14 деревянных зданиях, имела в своём пользовании 1 400 ручных станков и примерно 200 столов для набивки ситцев, одну машину по пропуску миткаля, которая работала с помощью лошадей и 2 000 рабочих. В год в фабрике производилось 54 000 вытканных полотен в ситец.
Наследник Максима Алексеевича — Николай Максимович Коншин, расширял производство, увеличив количество станков до 2 тысяч при 300 набойщицких столов; число рабочих было увеличено до 2,5 тысяч. Во время его правления в 1844 году была обустроена красильня, в которой красилась ткань и пряжа. Сама пряжа закупалась в Англии, а продавалась в Москве, Серпухове и на Нижегородской ярмарке.
Благодаря отмене запрета на воз в страну английской техники, в России стала активно развиваться прядильная промышленность. При Коншинской мануфактуре в 1848 году было создано прядильное помещение, одно из первых в России. Её основателем был хозяин самой фабрики — Николай Максимович Коншин. По описаниям фабрика выглядела таким образом: она умещалась в 4-х этажном корпусе, имела 205 станков, которые приводились в работу благодаря паровой машине, 195 рабочих. При этих характеристиках фабрика смогла обрабатывать 10 тыс. пудов пряжи на общую сумму в 162 000 рублей. До 300 штук дошло число машин и в 1852 году, при этом производство было 51 000 пудов.

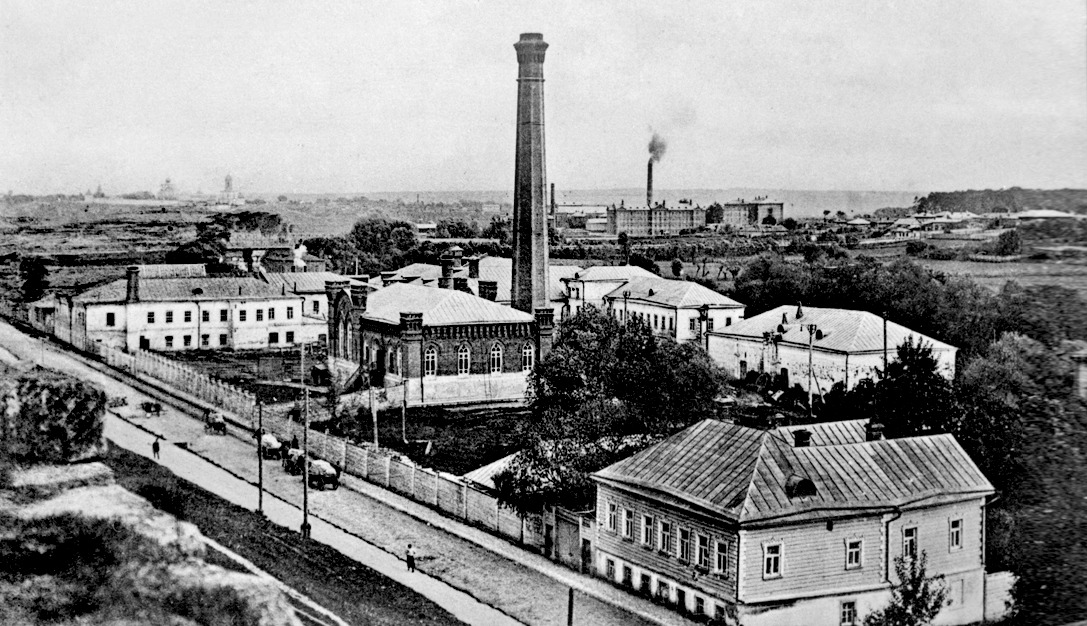
Предприятие Товарищества мануфактур Н. Н. Коншина в Серпухове

Скончался Николай Максимович в 1853 году, оставив всё своё имущество, в том числе фабрики своей жене — Марфе Филипповне, при которой темпы развития предприятия были очень медленными. В 1858 году Марфа Филипповна передала фабрику и иное своё имущество своим детям: сыну Ивану (род. 1828—1898), Николаю и Максиму. В 1858 году Иван Николаевич решил отделиться и от общего предприятия и, получив от матери несколько фабрик с ручными ткацкими, он начал самостоятельное дело. Его братья основали Торговый дом «Николая Коншина сыновья». Фабрика Ивана Николаевича закончила своё существование в 1898 году, когда сами Иван умер бездетным, оставив всё своей жене. Она решила продать всю фабрику и полученные с неё 10 млн рублей были отданы на благотворительные нужды.
В 1859 году, когда большая часть фабрики перешла к «Николая Коншина сыновья», были введены в производство машины на пару, которые расположились неподалёку от действующих, которые работали на лошадиной силе. С этого момента приобретались новые паровые машины, соответственно их число постоянно увеличивалось; были куплены 3 печатные машины и фабрика окончательно перешла с ручной формы на машинную.
Торговый дом в 1861 году построил два каменных 3-этажных корпуса, которые были использованы как новые механические ткацкие. Выручка в первый год составляла 27,5 тысяч. Вскоре была перестройка и ситценабивной фабрики, которая уже перестала выполнять своё предназначение. С этого момента все фабрики имели британское оборудование.
В начале 1870-х управление фабрикой перешло Николаю Николаевичу Коншину. Современники отмечали, что Николай Николаевич в этой роли был намного продуктивнее своих братьев. Он следил за работой техники и для этих целей даже посещал Англию. В 1890-м году Н. Н. Коншин получил «Алексеевскую» медаль, которая стала первой и последней.
В 1877 году И. Н. Коншин учредил товарищество-мануфактуру в Серпухове. Это предприятие не являлось новым, а лишь продолжало старинное фабричное дело, которые было начато сто лет назад.
За заслуги на отечественной промышленности, в 1882 году род Коншиных получил титул потомственных дворян.
После этого Торговый дом переименовывался в «Товарищество мануфактур Н. Н. Коншина в Серпухове» и продолжал активно развиваться. Так, на момент 1898 года основной капитал был увеличен до 6 млн рублей и выпущен облигационный заём в 3 млн рублей. За заслуги в промышленности сама фабрика получала награды, в том числе государственные, вплоть до права размещать на продукции Государственный герб.